# Dirades palaca
Dirades palaca är en fjärilsart som beskrevs av Walker 1861. Dirades palaca ingår i släktet Dirades och familjen Uraniidae. Inga underarter finns listade i Catalogue of Life.